# Sanlúcar de Guadiana

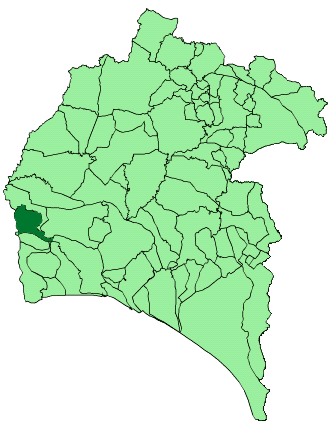
Localização de Sanlúcar de Guadiana

Sanlúcar de Guadiana é um município raiano da Espanha na província de Huelva, comunidade autónoma da Andaluzia, de área 49 km² com população de 402 habitantes (2017) e densidade populacional de 8,2 hab/km².
O município de Sanlúcar de Guadiana localiza-se na margem esquerda do rio Guadiana, a leste do concelho português de Alcoutim.
O casario branco da pequena vila de Sanlúcar de Guadiana desce até ao pequeno porto fluvial situado mesmo em frente da vila portuguesa de Alcoutim.
Uma balsa de passageiros para Alcoutim está disponível, mas não leva veículos. Por estrada, a distância é de 70 km.

## Património
- Castelo de San Marcos
- Igreja de Nuestra Señora de las Flores

## Demografia
| Variação demográfica do município entre 1991 e 2004 | Variação demográfica do município entre 1991 e 2004 | Variação demográfica do município entre 1991 e 2004 | Variação demográfica do município entre 1991 e 2004 |
| --------------------------------------------------- | --------------------------------------------------- | --------------------------------------------------- | --------------------------------------------------- |
| 1991                                                | 1996                                                | 2001                                                | 2004                                                |
| 409                                                 | 392                                                 | 378                                                 | 370                                                 |